# 小山田秀生
小山田 秀生（おやまだ ひでお、1941年（昭和16年）5月10日 - ）は、日本の宗教家。世界基督教統一神霊協会の日本統一教会第4・9代会長。元国際勝共連合会長、元世界平和連合会長、元天宙平和連合日本会長。
妻の小山田儀子はアジア平和婦人連合（世界平和女性連合の前身）の初代議長。娘の堀守子は世界平和女性連合の日本会長を務めている。

## 経歴
山形県出身。東北大学を卒業。世界基督教統一神霊協会に入教し、1968年(昭和43年）に全国大学原理研究会の会長に就任する。
1969年（昭和44年）5月1日、統一教会本部で22組の男女が文鮮明・韓鶴子夫妻から祝福を受けて合同結婚した。このときに小山田は岸本匡代と結ばれた。妻は「小山田儀子」と名乗るようになった。
1987年（昭和62年）3月18日、文鮮明は「アジア平和婦人連合」（世界平和女性連合の前身）を日本で設立した。初代議長には妻の儀子が就任した。
1992年（平成4年）9月下旬、ニューヨークに渡り、統一教会の世界宣教本部長に就任。
1994年（平成6年）5月6日、世界基督教統一神霊協会日本教会の第4代会長に就任。1995年（平成7年）まで同会長を務めた。2001年（平成13年）に再び同教会の9代会長に再任し、2006年（平成18年）まで務めた。
2001年（平成13年）に国際勝共連合会長、2003年（平成15年）に世界平和超宗教超国家連合（IIFWP）日本議長、2004年（平成16年）に世界平和連合会長に就任。2007年（平成19年）にUPF日本顧問、2008年（平成20年）にUPF日本会長、2013年（平成25年）にUPF日本共同会長に就任。
また2009年（平成21年）に分捧王、2014年（平成26年）にUPF中華圏特命総使、平和統一聯合会長と天一国最高委員会委員、2016年（平成28年）に日本統一思想研究院院長、2017年（平成29年）にUPF台湾常任顧問と天議苑苑長、2020年（令和2年）に元老牧会者会会長に就任。

## 著書
- 『統一思想評論集』（1977年6月1日、全国大学連合原理研究会新聞局）
- 『日本版収容所列島 : 共産党の宗教迫害』（1984年6月1日、善本社）
- 『神による新しい人生―小山田秀生講話集』（1985年4月1日、 光言社）
- 『地球村をめざして: 文鮮明・思想と統一運動2』（1989年11月1日、光言社）
- 『真の父母様の御跡を慕って：自叙伝』（2021年5月1日、光言社）